# Puto orientalis
Puto orientalis är en insektsart som beskrevs av Danzig 1978. Puto orientalis ingår i släktet Puto och familjen ullsköldlöss. Inga underarter finns listade i Catalogue of Life.